# لوتوس ۹۹تی
لوتوس ۹۹تی (به انگلیسی: ‎Lotus 99T‎) یک خودروی مسابقه‌ای فرمول یک بود که توسط جرارد دوکاروژ و مارتین اگیلوی طراحی شد و توسط تیم لوتوس برای شرکت در مسابقات فرمول یک فصل ۱۹۸۷ ساخته شد. ساتورو ناکاجیما و آیرتون سنا رانندگانی بودند که در این فصل با این خودرو رانندگی کردند.
پیشرانهٔ این خودرو از نوع وی۶ ‎۸۰°‎ توربو با حجم ۱۴۹۴ سی‌سی بوده و جعبه‌دندهٔ آن ۶ دنده به‌صورت دستی بود.
این خودرو مجموعاً در ۱۶ مسابقه شرکت کرد و در این مسابقات ۲ بار به پیروزی دست یافت. همچنین ۱ پول پوزیشن با استفاده از این خودرو کسب شد و ۳ بار نیز سریع‌ترین زمان برای طی یک دور پیست توسط این خودرو به ثبت رسید.